# Pseudochirops archeri
Pseudochirops archeri är en pungdjursart som först beskrevs av Robert Collett 1884. Pseudochirops archeri ingår i släktet Pseudochirops och familjen ringsvanspungråttor. Inga underarter finns listade.
Enligt en genetisk studie från 2010 är släktet Pseudochirops parafyletiskt. Pseudochirops archeri skilde sig från släktet före uppdelningen i Pseudochirops och Petropseudes.

## Utseende
Individerna blir 28,5 till 37,7 cm långa (utan svans) och 670 till 1350 g tunga. Arten har en kraftig bål och en svans som kan användas som gripverktyg. I motsats till några andra djur med gripsvans är svansen ganska kort och tjock nära bålen. Den täta och mjuka pälsen bildas av hår som har band i svart, gul och vit vad som ger ett ljusgrönt (lime) utseende. Kännetecknande är två silverfärgade längsgående strimmor på ryggen. Dessutom har Pseudochirops archeri vita fläckar under ögonen och öronen. Arten har motsättliga tummar och pekfingrar vid framtassarna samt en motsättliga stortår vid bakfötterna. Tandformeln är I 3/2 C 1/0 P 3/3 M 4/4, alltså 40 tänder. Hos de bakre kindtänderna förekommer månskäraformiga kanter. De används för att skära blad, istället för att måla dem.

## Utbredning
Pungdjuret förekommer i östra delen av Kap Yorkhalvön, Australien. Arten vistas i bergiga regioner mer än 300 meter över havet. Den klättrar vanligen i träd men kommer ibland ner till marken.

## Ekologi
Pseudochirops archeri är aktiv på natten och vilar på dagen på en förgrening i trädet bland bladverket. Den bildar där en boll med ansiktet, framfötterna och svansen pressad mot buken. Arten äter främst mogna blad från växter som oftast hittas vid skogens kanter. Den äter bland annat blad från fikon (Ficus carica) och den kan även omsätta blad från släktet Dendrocnide (tillhör nässelväxterna), vad som är ovanlig för en växtätare. Ibland konsumeras fikonfrukter. För att utnyttja bladens näringsämnen bättre är djuret koprofag.
Detta pungdjur fortplantar sig vanligen under den australiska vintern (juni och juli). Liksom hos andra pungdjur är den nyfödda ungen bara rudimentärt utvecklad. Den kravlar fram till moderns pung (marsupium) och diar vid en spene. Äldre ungdjur håller sig fast på moderns rygg under vandringar. När de kan klättra självständig följer de ytterligare några veckor med honan.
Pseudochirops archeri jagas bland annat av rödbrun spökuggla, av rutpyton och av pungmården Dasyurus maculatus.

## Bildgalleri

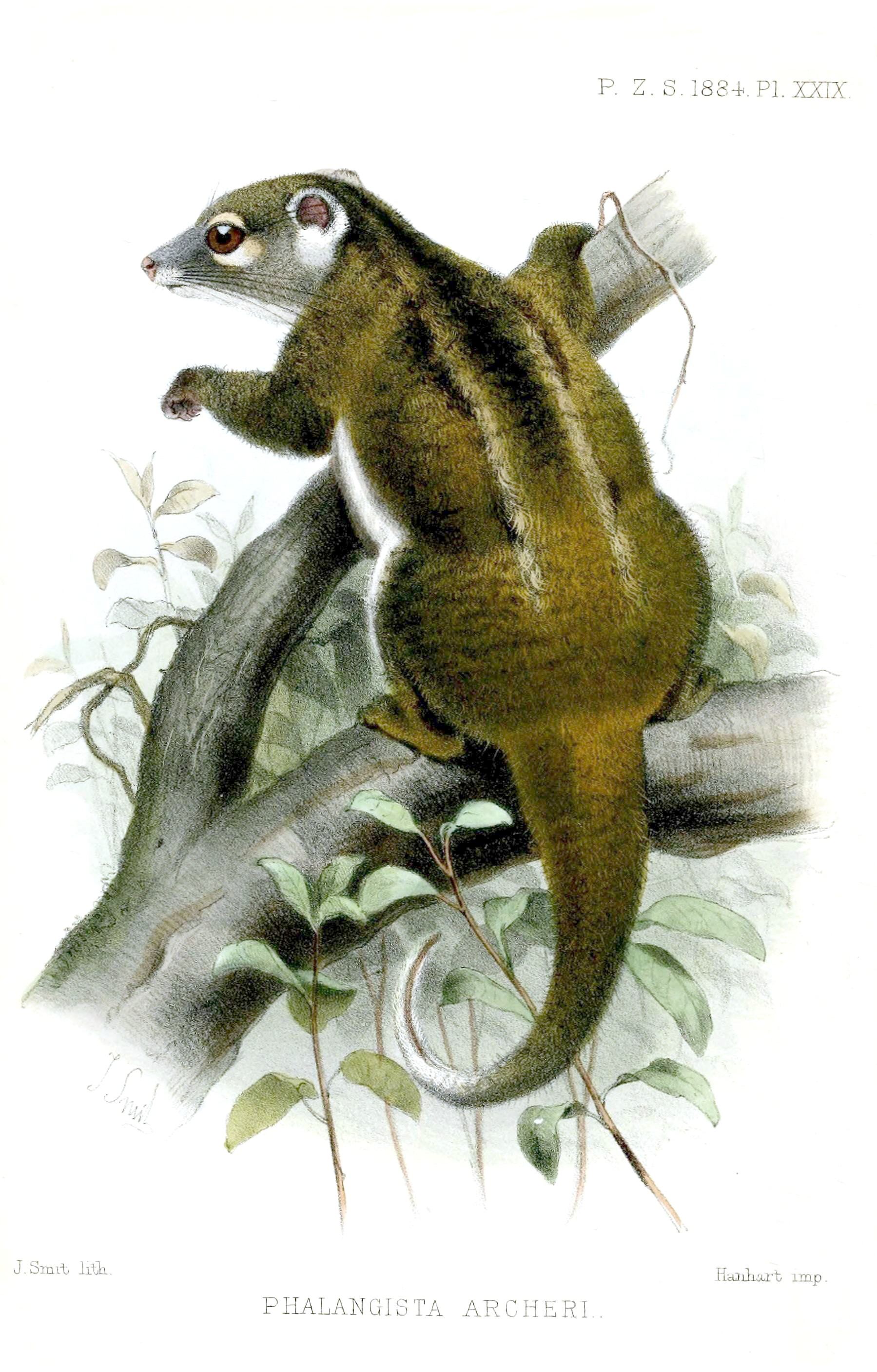

## Status
Artens utbredningsområde är mindre än 5000 km² men stora delar av regionen ingår i ett skyddat tentativt världsarv. Beståndet anses vara stabilt. IUCN kategoriserar arten globalt som livskraftig.